# 瓦皮 (古吉拉特邦)
瓦皮（Vapi INA），是印度古吉拉特邦瓦尔萨德县的一个城镇。2001年总人口23,845人。

## 人口
该地2001年总人口23845人，其中男性13141人，女性10704人；0—6岁人口3070人，其中男1661人，女1409人；识字率80.57%，其中男性为83.15%，女性为77.40%。